# 嘉穂製作所

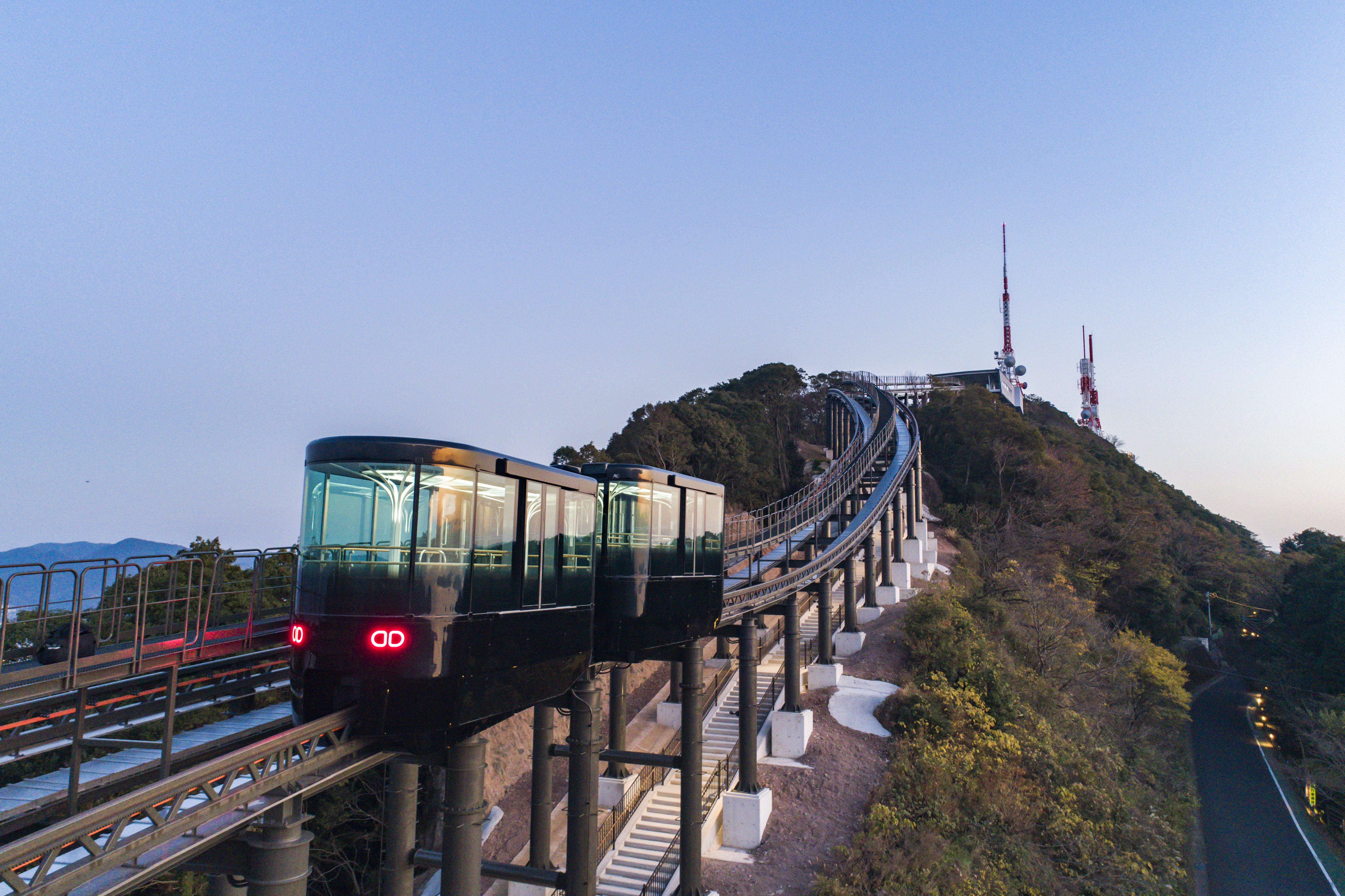
稲佐山公園のスロープカー

株式会社嘉穂製作所（かほせいさくしょ）は、福岡県飯塚市に本社を置くスロープカー（斜面走行モノレール）を開発、販売などを行う会社である。

## 沿革
- 1970年 - 日鉄鉱業が経営していた旧嘉穂鉱業所の工作部門が独立して誕生。
- 1971年 - モノレールを開発、販売開始。
- 1977年 - 資本金1,000万円に増資。新交通システムに関する委託研究開始。
- 1985年 - 資本金3,000万円に増資。
- 1992年 - スロープカー（建築基準対象機）について大臣認可取得。
- 1993年 - スロープカー関連発明により弁理士会会長奨励賞を受賞[要出典]。
- 2000年 - ISO9001認証取得。
- 2002年 - 韓国モノレールと技術提携、韓国内でスロープカー販売開始。
- 2006年 - 新交通システム研究開発センターを開設。
- 2007年 - 資本金7,000万円に増資。

## 関連施設
- 新交通システム研究開発センター - 福岡県飯塚市大分567番地

## その他
- モノレールの製作技術は、電気工事・鋼構造物工事にも活かされている。電気工事としては、プラント工事、各種照明工事、建築工事、太陽光発電設備などあらゆる電気工事に対応。鋼構造物工事としては、プラント構造物、鉄骨工事、タンク製作などを設計・製作。
- 2022年4月8日に開催された国際交通安全学会（IATSS）にて学会賞「業績部門」を受賞した。

(公財)国際交通安全学会は、本田技研工業の創業者である本田宗一郎、藤沢武夫及び本田技研工業による基金のもと設立された。